# Kanton Ossun
Kanton Ossun (francouzsky Canton d'Ossun) je francouzský kanton v departementu Hautes-Pyrénées v regionu Midi-Pyrénées. Tvoří ho 17 obcí.

## Obce kantonu
- Averan
- Azereix
- Barry
- Bénac
- Gardères
- Hibarette
- Juillan
- Lamarque-Pontacq
- Lanne
- Layrisse
- Loucrup
- Louey
- Luquet
- Orincles
- Ossun
- Séron
- Visker